# 判田川
判田川（はんだがわ）は、大分県大分市南部を流れる大野川水系の一級河川。

## 地理
大分市の本宮山に源を発しており、源流のひとつは、山頂付近に湧出する西寒多神社本宮社の御神水である。上中流部は、本宮山の山腹を北東方向に流れ下り、米良川（めらがわ）とも呼ばれる。
平野部に入ると、JR九州豊肥本線や国道10号と交差し、すぐに流れの向きを東に変えて支流の高江川（たかえがわ）、立小野川（たちおのがわ）を合わせた後に、国道10号白滝橋下流で大分平野に入り川幅が広くなった大野川に合流する。
平野部の河岸の丘陵には、近年、大規模な住宅団地が開発され、人口が増加している。立小野川との合流点付近の河岸には、大分臨海工業地帯に工業用水を供給する大分県企業局判田浄水場が設けられている（ただし、判田川からでなく大野川本流から取水している）。大野川の判田川合流点付近にはミニゴルフ場が設けられ、市民に利用されている。
判田校区ふるさとづくり運動推進協議会では20年にわたってホタルを養殖して幼虫を校区内の川に放流する活動を続けており、判田川や支流の高江川、立小野川では多数のホタルを見ることができる。

## 流域の自治体
- 大分県
  - 大分市

## 主な支流
- 高江川
- 立小野川

## 流域の観光地
- 本宮山・西寒多神社本宮社